# Alter Friedhof (Schwerin)

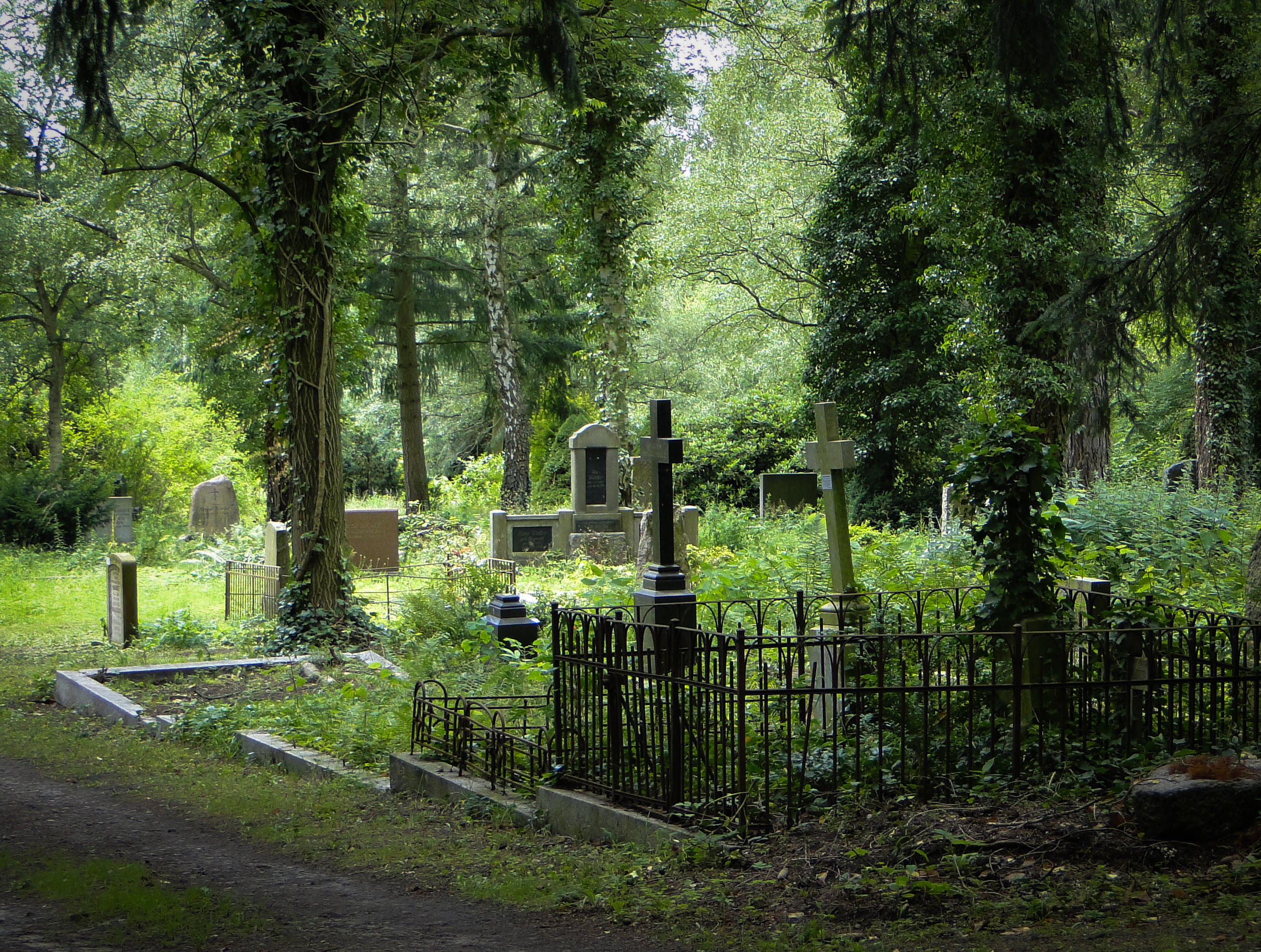
Gräber auf dem Alten Friedhof in Schwerin

Der Alte Friedhof ist eine Parkfriedhofsanlage in Schwerin. Er befindet sich am südlichen Obotritenring im Stadtteil Weststadt und hat eine Grundfläche von rund 28 Hektar.

## Geschichte
Als Standort für den heutigen Alten Friedhof wurde durch den Schweriner Hofbaumeister Georg Adolf Demmler während seiner Stadtplanung 1862 das auf einer Anhöhe gelegene Areal am ehemaligen Galgenberg zwischen Ostorfer See und Grimkesee ausgewählt. Der Magistrat der Stadt und der Oberkirchenrat beschlossen 1862 als Ersatz für den Domfriedhof den Bau der Friedhofsanlage. Mit der Gestaltung beauftragte man den großherzoglichen Gartendirektor Theodor Klett. Der Eingang zum neuen Friedhof sollte am Feldtor liegen, so konnte man das dort vorhandene Toraufsehergebäude zum Wohnhaus für die Totengräber umbauen. Vorher stand das Fachwerkgebäude als Wachhaus am Spieltordamm. Als Theodor Klett seinen Situations-Plan des neuen Gottesacker am 25. Mai 1863 beim Oberkirchenrat zu Schwerin einreichte, waren bereits Wege fertiggestellt und die Ringmauer aus Feldstein vollendet.
Am Nachmittag des 28. Juli 1863 anlässlich der ersten dort stattfindenden Beerdigung mit feierlicher Prozession, an der auch Magistrat und Bürgerausschuss teilnahmen, wurde der Friedhof durch den Superintendenten Karsten feierlich geweiht.
Der Schweriner Friedhof zählt zu den frühen Beispielen eines Parkfriedhofes im norddeutschen Raum, noch vor dem 1877 eingeweihten Parkfriedhof Hamburg-Ohlsdorf.
Neben der besonderen gärtnerischen Gestaltung, dem Wegenetz, den Baum- und Gehölzbeständen sind es die Vielzahl der kultur- und kunsthistorisch wertvollen Grabsteine und Grabstätten, die meist zwischen 1870 und 1940 geschaffen wurden und die den Denkmalwert des Friedhofs besonders auszeichnen. Dazu gehören auch die Grabkapellen und die Friedhofskapelle, die als bauliche Höhepunkte in die Parklandschaft integriert wurden.
Eine erste Friedhofserweiterung fand 1874 statt. Nach der Planung Theodor Kletts wurde der Friedhof im Norden, Süden und Westen vergrößert. Zu Erweiterungen kam es auch in den Jahren 1881, 1883, 1897 und 1916. Mit diesen Vergrößerungen erreichte der Friedhof seine heutige Ausdehnung von 28,1 Hektar. Alle Versuche des Oberkirchenrats, die Stadt an den Kosten für die Friedhofserweiterungen zu beteiligten, scheiterten vorerst. 1917 verschuldete sich sogar die Kirche, die Verhandlungen zogen sich noch bis 1922 hin. Am 1. Juli 1922 trat die Domkirche für 1.273.485 Mark das Eigentum an dem ihr gehörenden Alten Friedhof nebst Gebäuden und Inventar an die Stadt Schwerin ab. Die Übergabe erfolgte am 2. und 4. Dezember 1922.
Seit Ende 1922 beschäftigte sich die Stadtverordnetenversammlung mit seiner Friedhofskommission, ob man die neue Dienststelle Friedhofsverwaltung oder Bestattungsamt nennen sollte.
Mit der Eröffnung des neuen Waldfriedhofes im Stadtteil Krebsförden im Jahre 1969 finden auf dem Alten Friedhof nur noch Bestattungen in bereits vorhandenen Familiengrabstätten statt. Nach dem auch in Mecklenburg-Vorpommern gültigen Gräbergesetz wurde 1991 mit der Instandsetzung der Kriegsgräberstätten und der Neugestaltung des Alten Friedhofs begonnen. In den kommenden Jahren soll sich der denkmalgeschützte Alte Friedhof zu einem Parkfriedhof entwickeln.

## Kirchliche Bauten

### Totengräberhaus
Das ehemalige Toraufseher- und Wachhaus, ein eingeschossiges Fachwerkgebäude mit Krüppelwalmdach, am Feldtor wurde 1866 zum Totengräberhaus umgebaut. Östlich davon befindet sich der erste Friedhofseingang mit dem 1866 durch die Schweriner Eisengießerei und Maschinenfabrik angefertigtem schmiedeeisernen Eingangstor. Nach mehrfacher Umnutzung und umfangreicher Sanierung in den Jahren 2007 und 2008 befinden sich dort heute ein Blumengeschäft und ein Café.

### Friedhofskapelle

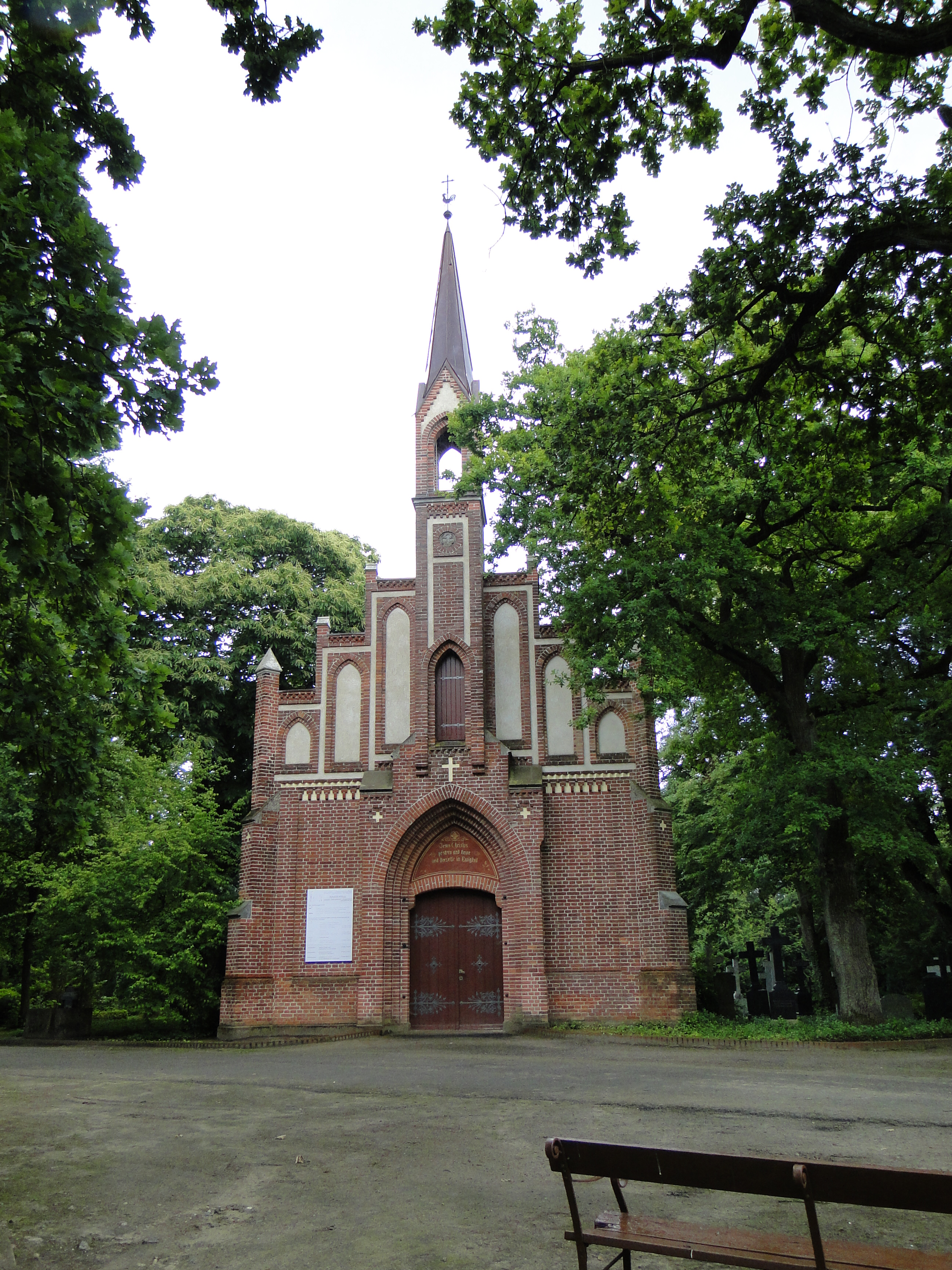
Trauerkapelle

Nach der großherzoglich bestätigten Friedhofsordnung von 1864 geleiteten der Pastor und Kantor den Leichenzug unter Gesang des Schulchors vom Friedhofstor aus zur Friedhofskapelle, auch als Trauerkapelle bezeichnet. Für den Entwurf und den Bau war der Kirchenbaumeister und Hofbaurat Theodor Krüger zuständig. Die Grundsteinlegung des neogotischen Backsteinbaus fand am 26. Mai 1863 statt. Die Weihe der Friedhofskapelle nahm am 14. Januar 1864 der Superintendent Karsten vor.
Die Westfassade erhielt einen viergestaffelten Giebel mit vorgezogenem Mittelportal und einem Glockenturm. Der schlanke Turm mit seinen vier offenen Spitzbogenfenstern und dem achtseitigen Spitzenhelm hat als Bekrönung eine Kugel, einen Wetterhahn und ein Kreuz. Auch auf dem geraden Ostgiebel mit dem gemauerten Kreuz und der Rosette befindet sich ein kupfernes Kreuz. Das Hauptschiff besteht aus vier Jochen mit abgetreppten Pfeilervorlagen und einem Satteldach mit Rechteckschiefer. Die spitzbogigen Doppelfenster sind mit verbleitem Rautenglas versehen. Im Spitzbogen der Eingangstür befindet sich die Inschrift: Jesus Christus – gestern und heute – und derselbe in Ewigkeit (Hebräer 13,8 ). Zur inneren Ausstattung gehörten ein Kruzifix mit vergoldetem Korpus und vier Ölbildern.
Der die Kapelle umgebende Platz war auf Anordnung des Oberkirchenrates für Gräber der Schweriner Geistlichen bestimmt. Landesbischöfe, Pröpste, Kirchenräte und Oberhofprediger, aber auch Hofbaurat Hermann Willebrand fanden hier ihre letzte Ruhestätte.

### Grabkapellen
Wer eine Grabkapelle bauen wollte, musste die Bauzeichnungen beim Oberkirchenrat (OKR) zu Schwerin genehmigen lassen. Von 1863 bis 1915 wurden durch Schweriner Bürger 19 Kapellen errichtet, von denen noch vier vorhanden sind.

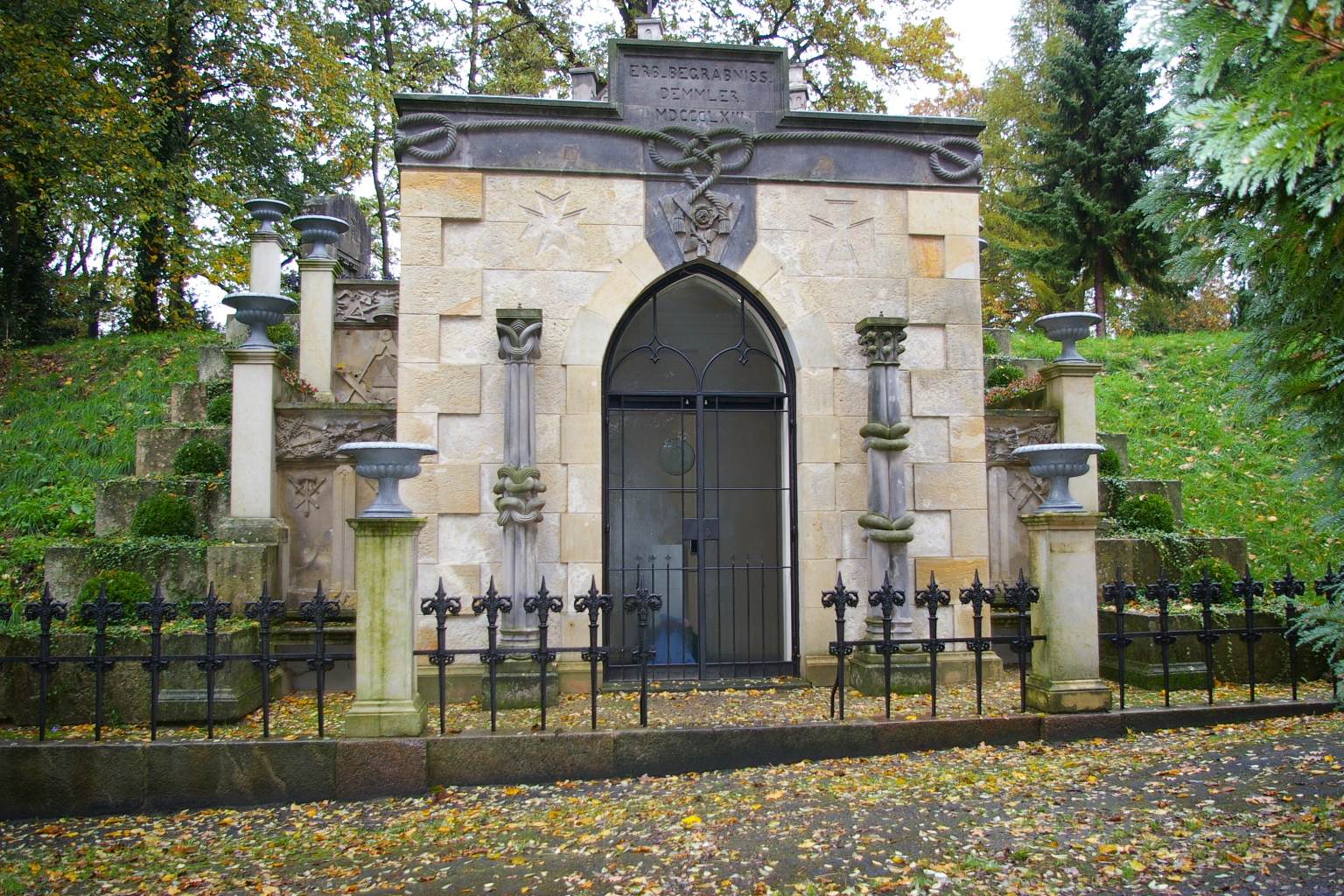
Grabkapelle von Georg Adolf Demmler und Ehefrau

Den ersten Platz für eine Grabkapelle am südlichen Terrassenhang des ehemaligen Galgenbergs erwarb Georg Adolf Demmler am 9. Juni 1863 vom Schweriner Oberkirchenrat, noch einen Monat vor der offiziellen Friedhofseinweihung. Seine am 7. Mai 1862 verstorbene und in der Kapellenmauer auf dem Domfriedhof beigesetzte Ehefrau Henriette wurde 1864 in die als Mausoleum errichtete Grabkapelle überführt. Nach seinem Tod am 2. Januar 1886 wurde G. A. Demmler selbst in der Kapelle beigesetzt. Die Einsenkung der Särge in die Gruft erfolgte 1985 bei Notsicherungsarbeiten. Der kleine Sandsteinbau mit seitlichen Terrassen ist mit neoromanischen und neogotischen Schmuckelementen und Freimaurer-Motiven reich verziert und wird von zwölf klassizierenden Schalen und Marmorreliefs umsäumt. Die an der hinteren Wand angebrachten Marmormedaillons von Georg Adolf und Henriette Demmler schuf der Bildhauer Ludwig Brunow. Zum 200. Geburtstag des Architekten und Freimaurers wurde die Grabkapelle 2004 und zu seinem 120. Todestag 2006 aufwändig saniert. Sie gilt als ein Kleinod der Sepulkralkultur. Unter den Spendern zur Restaurierung und Wiederherstellung der Demmler-Kapelle befinden sich die Große Landesloge der Freimaurer von Deutschland zu Berlin, die Großloge Österreich zu Wien und die Logen in Bremen, Kiel, Lübeck, Lüneburg, Schwerin und Stuttgart.
Die zweite Grabkapelle auf dem Alten Friedhof ließ 1864 der Kommissionsrat Mantinus als Mitglied des Departements für Städte- und Polizeisachen der mecklenburgischen Regierung an der linken Seite neben der Demmlerschen Grabkapelle errichten. Die Bauzeichnungen fertigte der Hofbaurat Hermann Willebrand. Wie die meisten Kapellen, wurde sie 1965 wegen Baufälligkeit abgebrochen.
Die seit 1893 bis heute oberhalb des Demmler-Mausoleums stehende mit Quaderputz versehene Grabkapelle (befindet sich im Juli 2014 in Sanierung) gehörte Wilhelm Masius, dessen Familie bereits zwei Kapellen auf dem Domfriedhof hatte. In der am Anfang des Kapellenweges stehenden neogotischen Backsteinkapelle, einst als Urnenabschiedsraum genutzt, befindet sich seit 2004 eine Kunstaktion von Otto Dressler.
Neben den eigentlichen Grabkapellen gibt es auf dem Alten Friedhof noch die kleinere Form der Hanggruft. Die in den Hang greifende, gemauerte Begräbnisstätte, talseitig mit einem Gitter verschlossen, hatte nur Platz für die Särge. Eine gut erhaltene Hanggruft von 1882 findet sich am Unteren Kapellenweg. Rechts daneben steht hinter Strauchwerk verdeckt noch eine zum Teil schon eingestürzte Kapelle.
Der als Schmiede bezeichnete am Kapellenweg zum Kreuzweg stehende Geschirr- und Arbeitsschuppen für die Totengräber wurde 1863 nach Entwürfen des Hofbaurates Theodor Krüger errichtet.

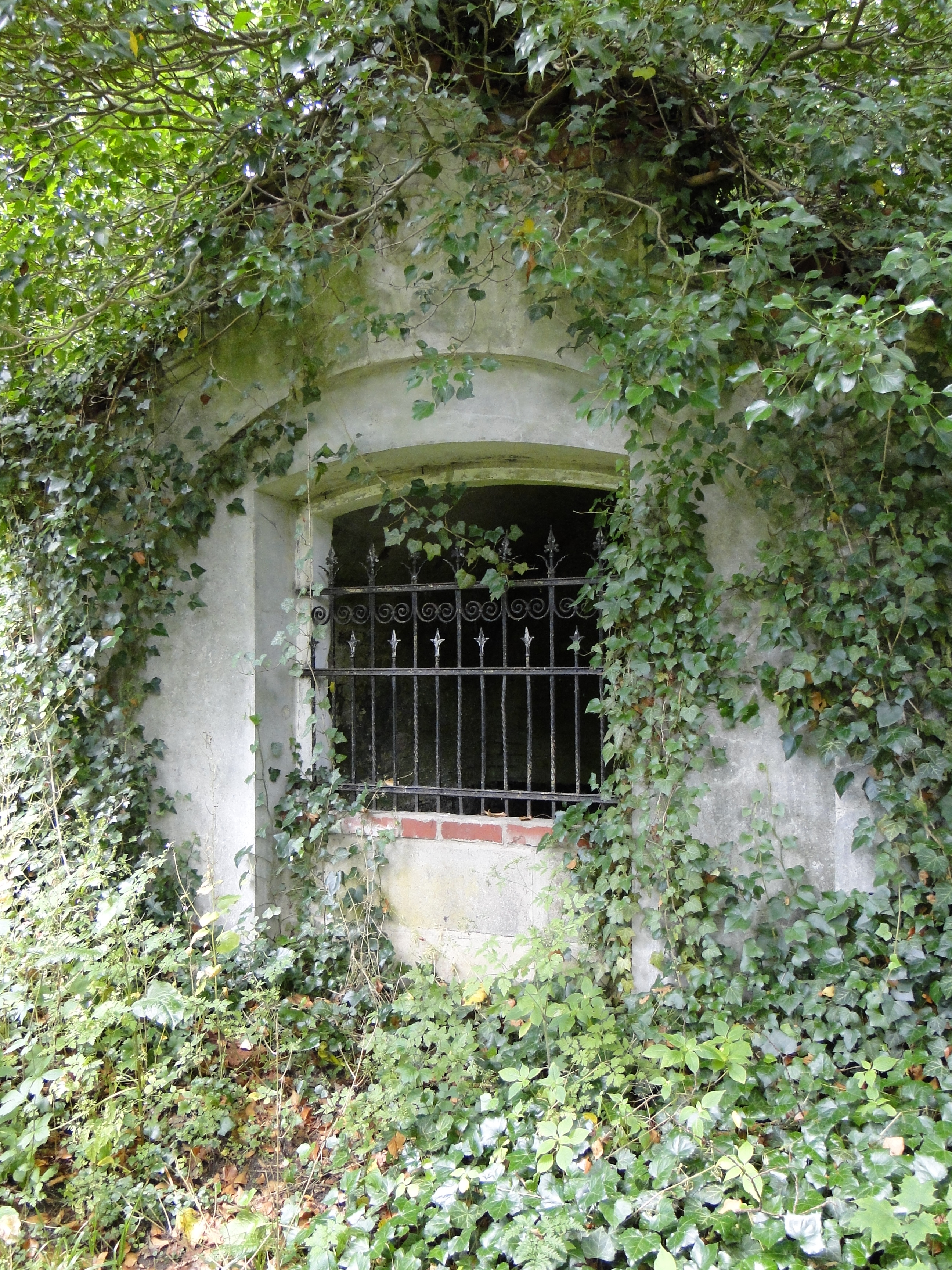
Hanggruft
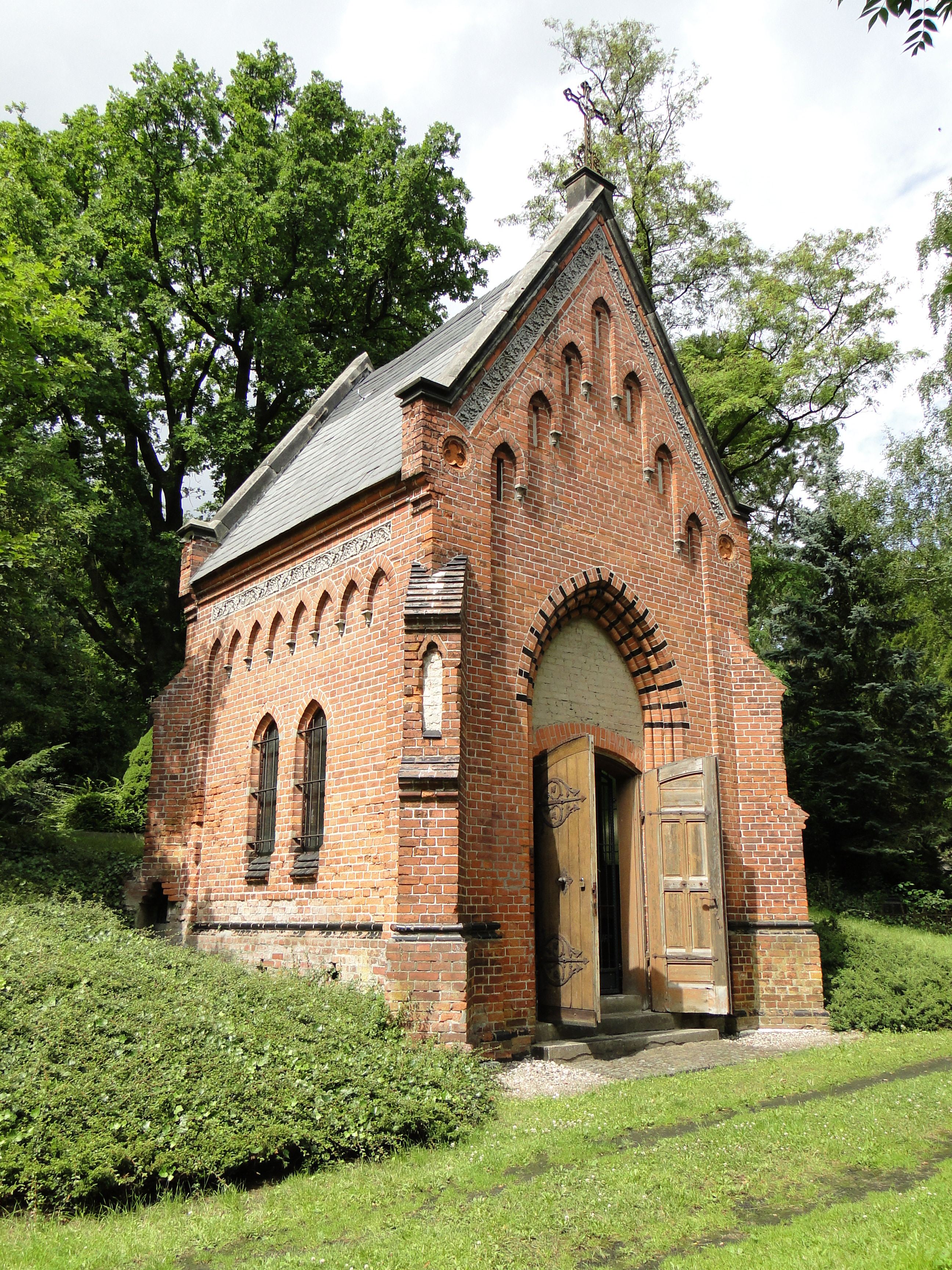
Backsteinkapelle
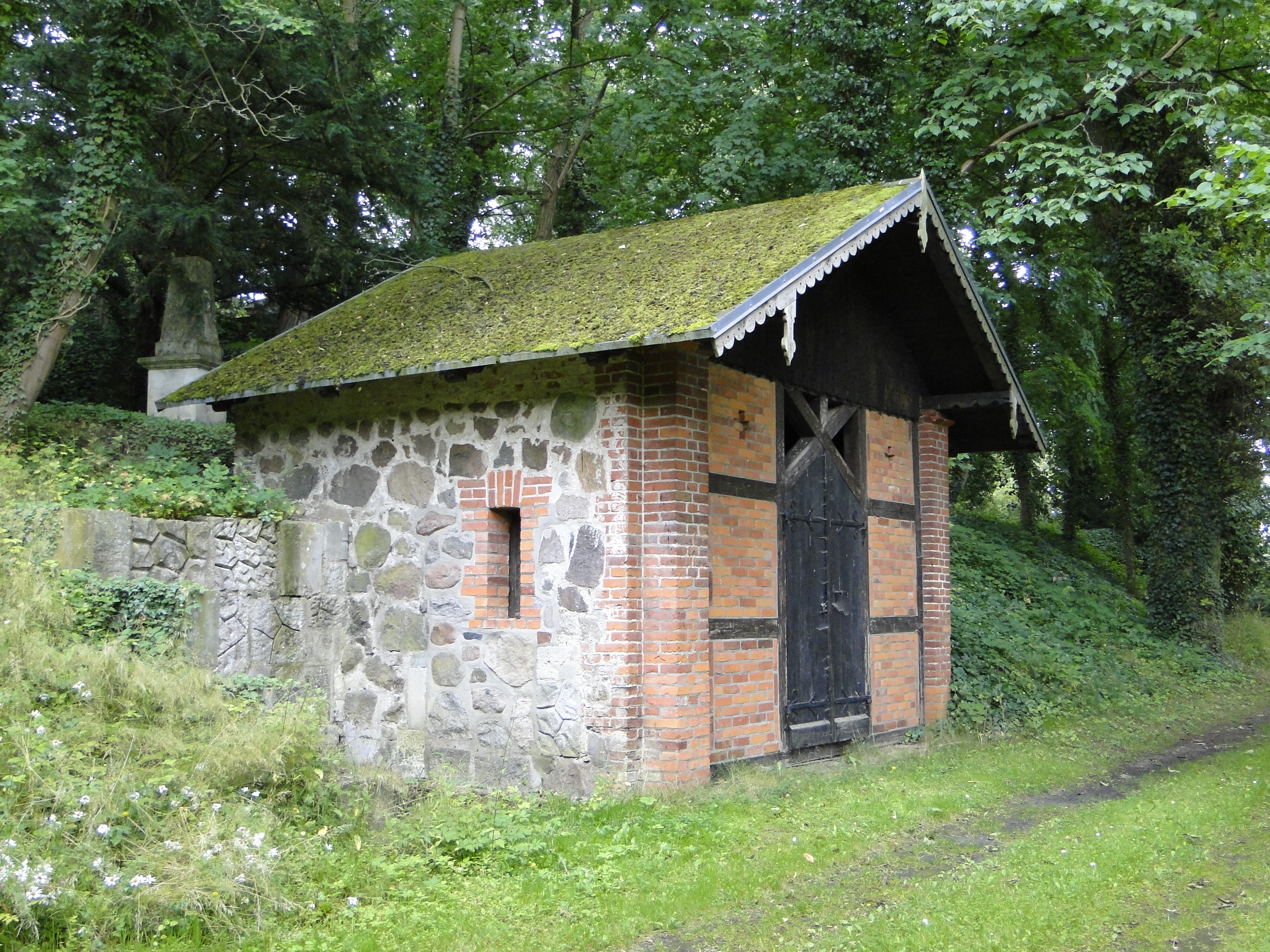
Schmiede

### Leichenhaus mit Totengräberwohnung

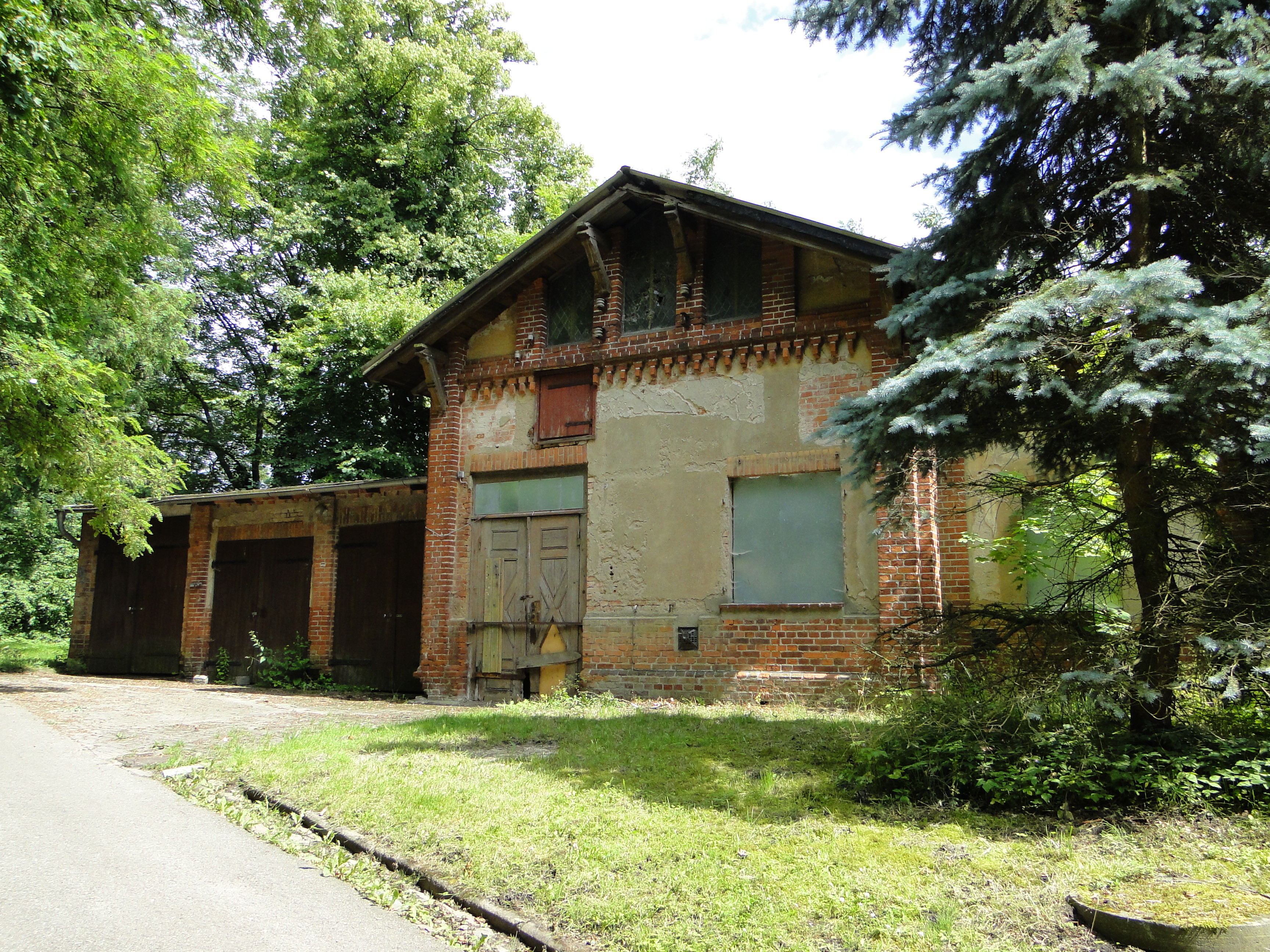
Leichenhaus mit Totengräberwohnung

Nach Entwürfen des Kirchenbaumeisters und Hofbaurat Theodor Krüger wurde 1865 am heutigen Unteren Weg, Ecke Talweg ein Leichenhaus zur Aufbewahrung der Toten bis zur Beerdigung gebaut. Dabei entstand auch ein Sektionsraum für die Gerichtsbarkeit des Großherzoglichen Amts, den auch die Stadt Schwerin nutzen durfte. Aus Kostengründen konnte für den Totengräber statt einer Wohnung nur ein Wohnraum geschaffen werden. Nach 1920 kaum noch benutzt, wurde das Leichenhaus mit den Nebengebäuden 1928 zu Wohnungen umgebaut. Heute werden die Gebäude, außer dem linken Anbau mit den drei Garagen, nicht mehr genutzt. Fenster und Türen sind vernagelt, die verbleiten Rautenglasfenster im Giebel zerschlagen und eine Terrasse am Südhang mit Grabsteinen befestigt.

### Krematorium und Trauerhalle

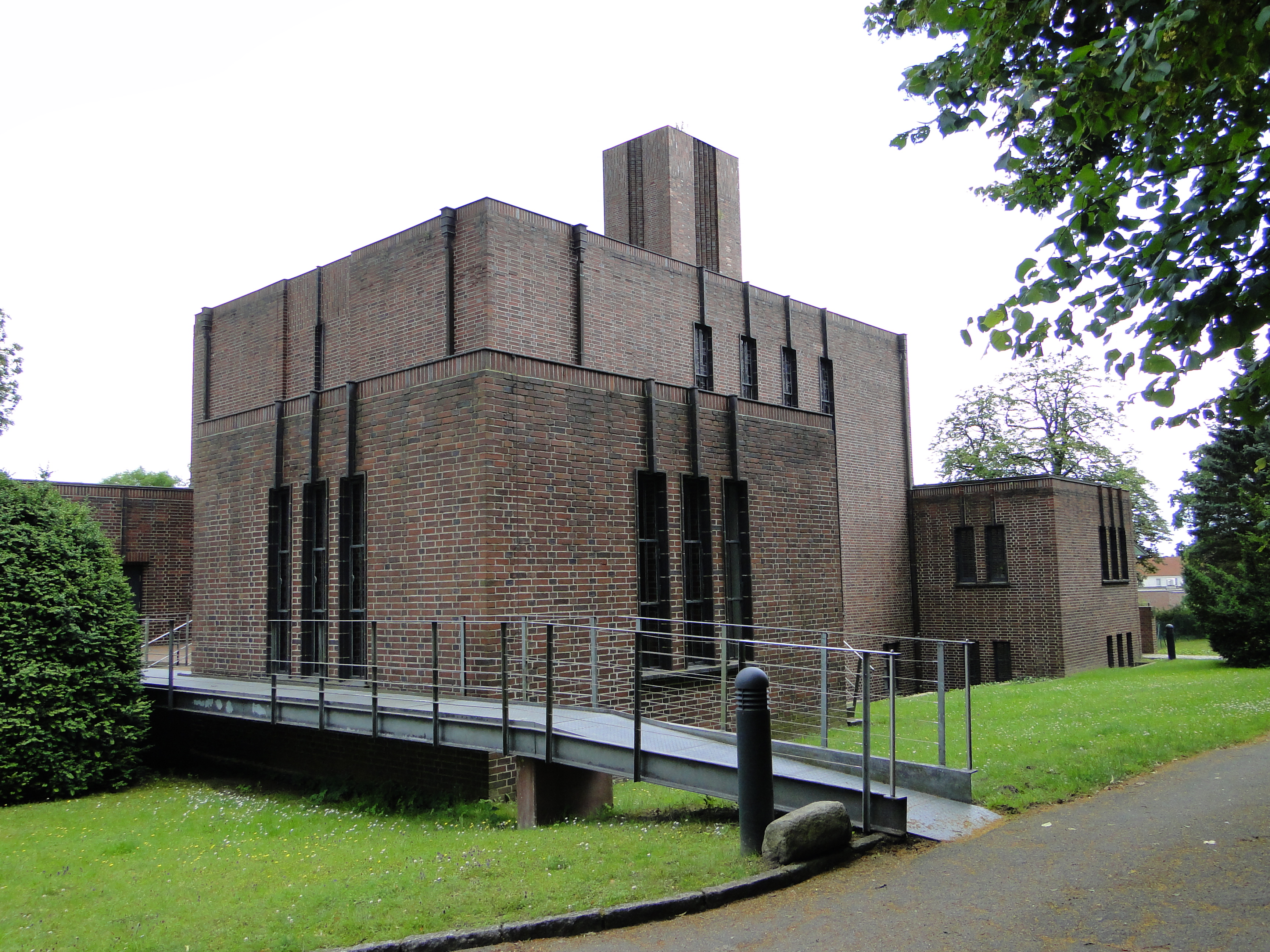
Krematorium und Trauerhalle

Die Schweriner Friedhofsverwaltung hatte sich 1925 für die beschleunigte Ausarbeitung eine Projektes zum Krematoriumsbau eingesetzt. Dieser sollte neben der Feuerbestattungsanlage eine Trauerandachtshalle und eine Leichenkammer enthalten. Im Juni 1929 legte der Stadtbaurat Andreas Hamann einen Entwurf vor, der die Zustimmung der Friedhofskommission fand. Am 14. Dezember 1930 fand die feierliche Einweihung des im Bauhausstil errichteten Backsteinbaus statt. Der schlichte, hohe, mit roten Backsteinen verkleidete Innenraum wird an den Längswänden als Kontrast durch die schmalen, langen violett, blau und gelb verglasten Fenster unterbrochen.
Die Rasenfläche gegenüber dem Krematorium wurde nach einem Plan von 1926 als Schmuckplatz gestaltet. Im nördlichen Teil fanden 1945 Kriegsopfer eine Ruhestätte. Nach ihrer Einebnung 1961 und der Errichtung einer Gedenkstätte für verdiente Kämpfer für Demokratie und Sozialismus 1965 wurde 2005 die Kriegsgräberstätte mit einem großen hölzernen Symbolkreuz wiederhergestellt.

## Ehrenfriedhof

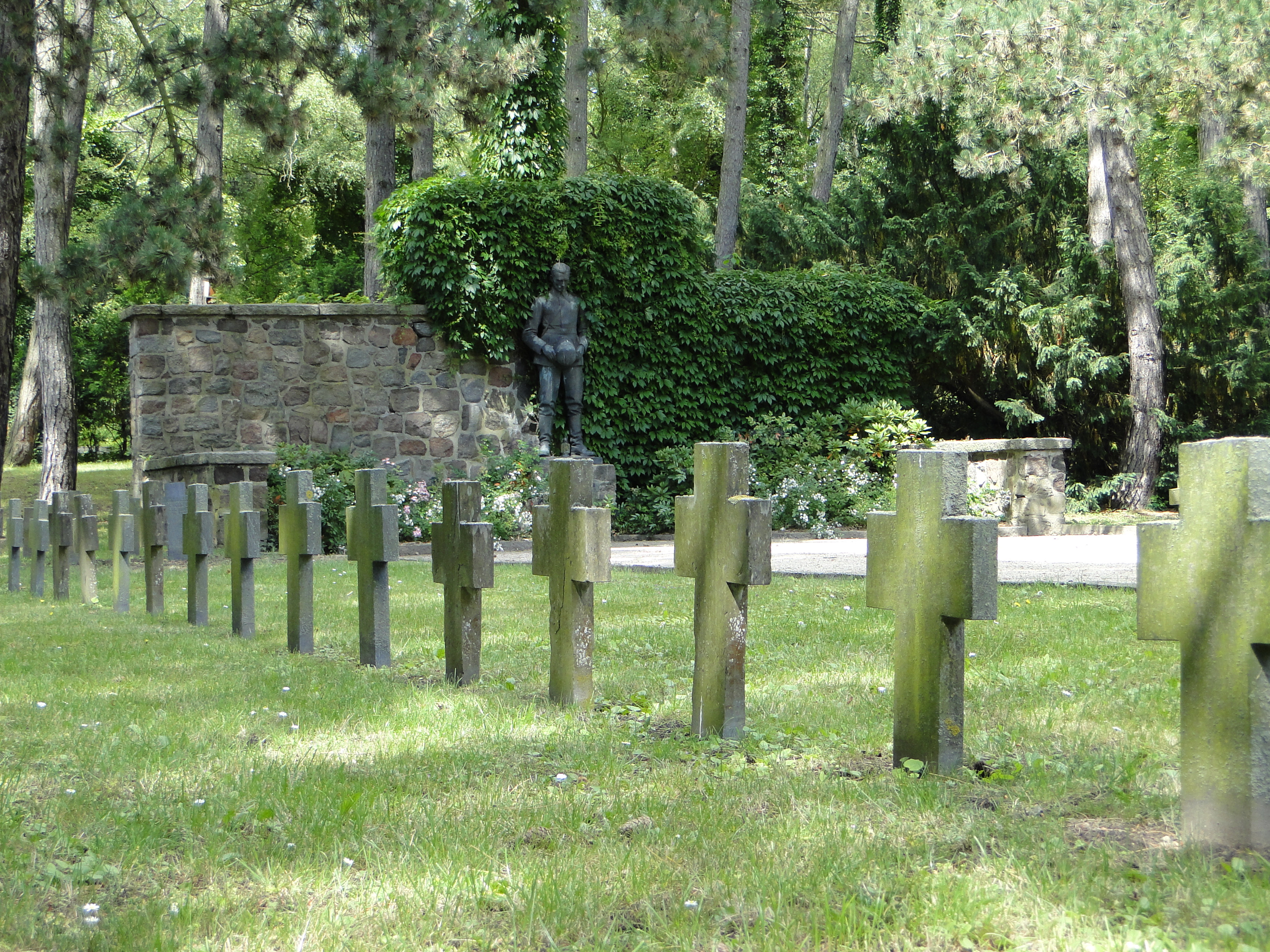
Ehrenfriedhof mit Soldatenplastik von Wilhelm Wandschneider

Der Magistrat der Stadt Schwerin lehnte den Vorschlag, einen Ehrenfriedhof auf dem Schelffriedhof anzulegen, aus Kostengründen ab und realisierte diesen ab 1917 auf dem Alten Friedhof. Der Stadtbaumeister Ministerialbaurat Paul Ehmig legte im Mai 1916 dem Magistrat zwei Entwürfe vor, der Plan B wurde ab 1917 realisiert. Es war ein quadratischer, von niedrigen Umfassungsmauern umschlossener Platz, in deren Mitte vier Pyramideneichen gepflanzt wurden. Für die gärtnerischen Belange zog man den Rostocker Gartendirektor Wilhelm Schomburg zu Rate. Der Anordnung des Platzes im Süden des Friedhofes mit Ausblick auf den Grimkesee und in die umgebende Landschaft waren sorgfältige Überlegungen vorausgegangen. Der landschaftlich bevorzugte Platz wurde gestalterisch in die Erweiterungsfläche des Friedhofes mit einbezogen.
Die Belegung des Ehrenfriedhofs ging schnell vonstatten. Im Juli 1917 beantragte Hauptmann Eberstein allein 50 Grabstätten zur Beisetzung Angehöriger der Flieger-Beobachtungsschule Görries. Das erste Denkmal für den Ehrenfriedhof schuf der Rostocker Bildhauer Walter Rammelt. 1920 wurde der quadratische Denkstein mit einer bekrönenden Schale, den Reliefs eines Kriegers und einer Trauernden sowie zeittypischen Inschriften aufgestellt.
Der Ehrenfriedhof wurde bis 1920 auch mit Umpflanzungen versehen und im April 1924 hatte man die vier Pyramideneichen am Denkmal entfernt. Schon seit 1924 befand sich das vorhandene Denkmal in einem schlechten Zustand. 1926 legte der Schweriner Architekt und Stadtbaurat Andreas Hamann einen neuen Entwurf vor.
Das durch die Firma C. Schäfer und Sohn ausgeführte Denkmal bestand aus einem gemauerten Sockel, auf dem ein mit vier Lorbeerkränzen verzierter Sarkophag stand. Am 4. Oktober 1934 fand die Einweihung statt.
1935 begann man mit der Umgestaltung der Ehrenfriedhofes, die 1937 abgeschlossen war. Nun stand im Mittelpunkt an einer Mauer die 1936 vom Bildhauer Wilhelm Wandschneider geschaffene Soldatenplastik. Die Einweihung fand am 6. Juni 1937 statt.
Der Bereich des Ehrenfriedhofes, heute als Grabfeld des Ersten und Zweiten Weltkriegs benannt, blieb in der Gestaltung von 1937 erhalten.

### Das Grabfeld am Christus

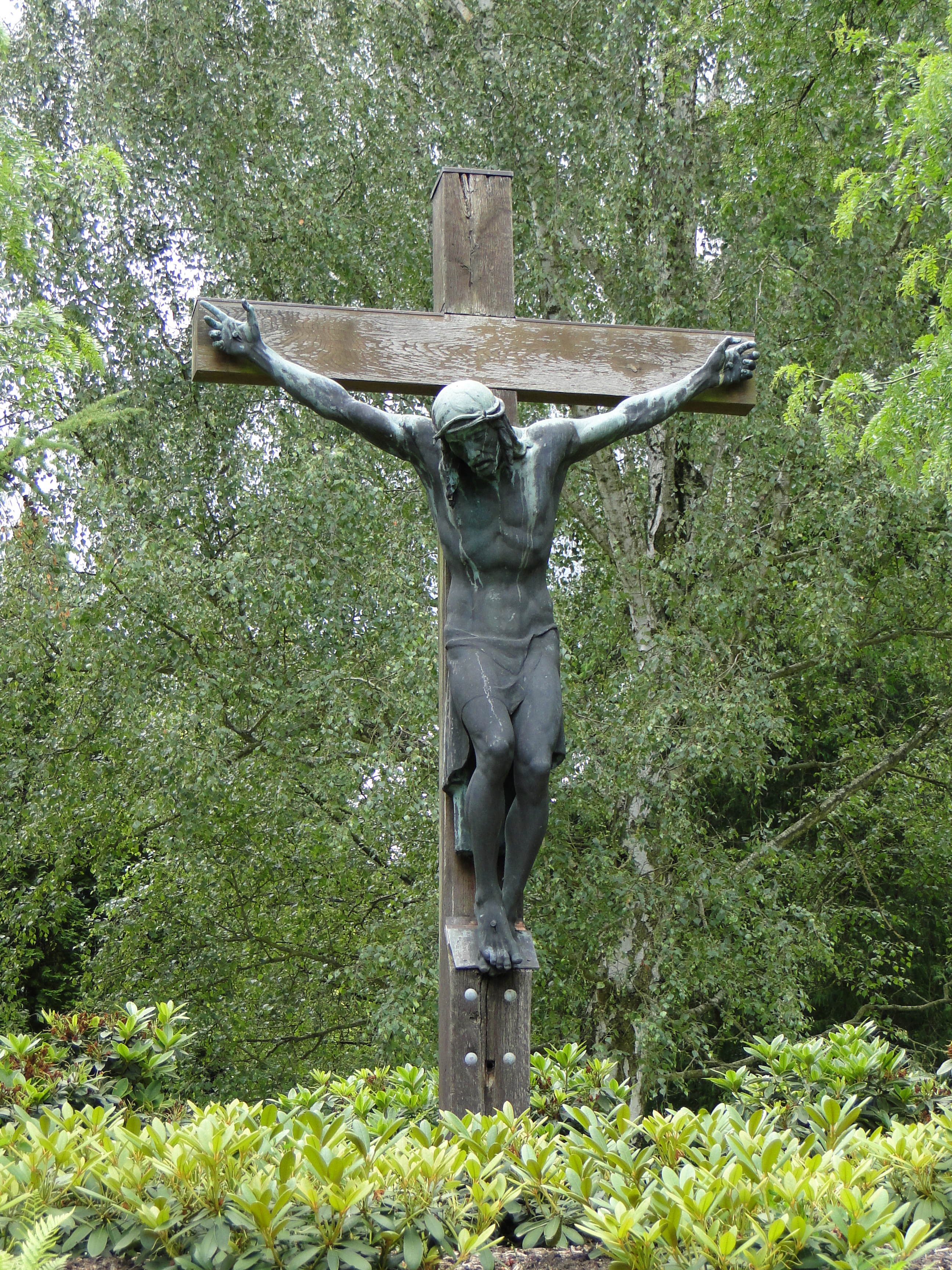
Kruzifix am Grab Hugo Berwalds

Das Sammelgrab Am Christus liegt im westlichen Friedhofsbereich am Birkenweg. Hinter dem Grabfeld befindet sich ein Hügel, auf dem die Plastik Christus am Kreuz von dem Bildhauer Hugo Berwald steht. Er hatte die Plastik 1908 für das Grab seiner Frau geschaffen, musste sie aber aus finanzieller Not verkaufen. Sie gelangte in den Besitz der Familie des mecklenburgischen Staatsministers Graf von Bassewitz-Levetzow und 1928 auf den alten Friedhof. Als der Bildhauer 1937 starb, wurde er unter dem Kruzifix bestattet. In dem Grabfeld davor wurden zwischen 1945 und 1946 294 deutsche Seuchenopfer bestattet.

### Grabfelder für Kriegstote des Zweiten Weltkrieges

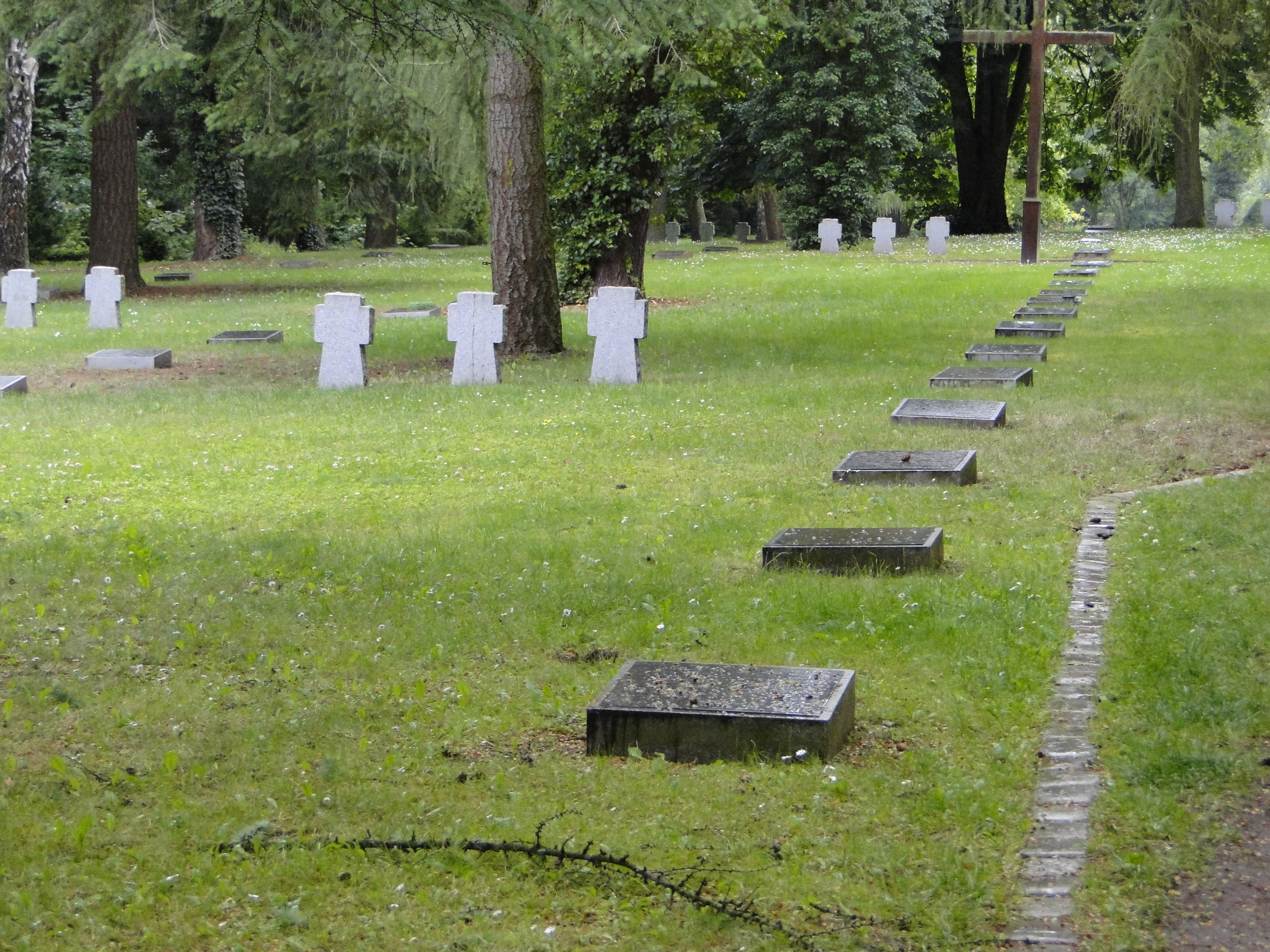
Kriegsgräberfeld

Der im Süden gelegene ehemalige Ehrenfriedhof mit Einzelgräbern und das Grabfeld am Christus sind Kriegsgräberstätten mit sich hervorhebenden, besonderen Gestaltungen. Der Alte Friedhof verfügt über weitere große, mittelgroße und kleine Kriegsgrabfelder, die bei ihrer Anlage 1945 bis 1946 wesentlich schlichter gestaltet waren. Dies ist sicher auf die große Anzahl der Bestattungen zurückzuführen. Zeit- und kulturgeschichtlich bedeutend sind alle über das gesamte Friedhofsareal verteilte Kriegsgräberstätten.
Unter den Bestatteten befinden sich Angehörige der Wehrmacht, die in verschiedenen Reservelazaretten Schwerins, im Fliegerhorst Görries, in den Kasernen Buchholz, Moltke und Haselholz und in Lagern starben. Neben dem Lazarett in der Wallstraße gab es 1945 noch 30 Lazarette in Schwerin. Darunter waren das Schloss-Lazarett, das Lazarett Sachsenberg, zwei Lazarette auf dem Lewenberg und das Reservelazarett in dem 1944 durch die Luftwaffe beschlagnahmten Kurhaus am Bornberg in Zippendorf. Das Lazarett im Schloss wurde später noch als Seuchenlazarett für die Zivilbevölkerung verwendet. Die Erfassung der Kriegsgräber und die Erstellung der Kriegsgräberlisten mit einem Bestandsplan erfolgte in den Jahren 1990 bis 1996 durch das Stadtgartenamt, der SDS-Stadtwirtschaftliche Dienstleistungen Schwerin.
Enthalten sind auch die ausländischen Kriegsopfer und die Rückführung ausländischer Soldaten in ihre Heimat 1948 bis 1949. Im November 1950 war die Umbettung der Soldatengräber von gefallenen ausländischen und deutschen ehemaligen Angehörigen der Wehrmacht außerhalb von Friedhöfen beendet.
Nach 1961 erfolgte die Einebnung einiger Kriegsgräberfelder ohne nachvollziehbare Beschlüsse, wohl aber mit politischem Hintergrund. Die DDR hatte die vier Genfer Abkommen von 1949 und die Resolution der Rot-Kreuz-Konferenz 1965 erst Ende 1970 anerkannt.

### Gedenkstätte der Sozialisten
Die Gedenkstätte für verdiente Kämpfer für Demokratie und Sozialismus wurde 1965 auf dem Schmuckplatz gegenüber dem Krematorium erbaut. Zuvor wurde 1961 die Einebnung des Kriegsgrabfeldes im nördlichen Teil und die Umgestaltung des Schmuckplatzes auf Weisung der ehemaligen Bezirksleitung der SED in Schwerin vorgenommen. Das Grabfeld wurde vor dem Ablauf der gesetzlichen Ruhefrist von 25 Jahren eingeebnet.
An der südlichen Grabfeldgrenze entstand die Gedenkstätte. Eine Mauer aus Main-Sandstein mit der Inschrift Aus der Asche unserer Toten keimt die neue Saat. wurde errichtet. In der Mitte der Mauer wurde die bronzene Figurengruppe Kämpfer für Demokratie und Sozialismus gesetzt. Sie stammte von dem Berliner Bildhauer und Nationalpreisträger der DDR Hans Kies. 1965 fand die feierliche Einweihung der Gedenkstätte statt. Vor der Mauer fanden prominente Verfolgte des Nationalsozialismus und antifaschistische Widerstandskämpfer in Urnengrabstellen ihre letzte Ruhe. Es wurden hier aber auch Personen benannt, die nach dem damaligen politischen Verständnis zu den Kämpfern für Demokratie und Sozialismus zählten. Auf den an der Mauer befestigten Namenstafeln dieser Personen befand sich auch der Baumeister Georg Adolph Demmler. Die Gedenkstätte gehörte zu den größten im damaligen Bezirk Schwerin.
1991 wurde bekannt, dass in der Grünfläche um das Denkmal Kriegsopfer begraben sind. Nach Streichung der Gedenkstätte aus der Denkmalliste der Stadt Schwerin 1991 mit Magistratsbeschluss Nr. 331 erfolgte im Zuge der Instandsetzung des Kriegsgräberfeldes 2004 der Abbruch der Mauer. Die Plastik und Namenstafeln wurden im Fundus des Volkskunde- und Stadtgeschichtsmuseums eingelagert. Die 54 Urnen wurden auf den Friedhof der Opfer des Faschismus und Waldfriedhof umgebettet.

## Grabstätten bekannter Persönlichkeiten
- Johann Basedow (1830–1899), Behindertenpädagoge
- Robert Beltz (1854–1942), Prähistoriker
- Hugo Berwald (1863–1937), Bildhauer
- Frida von Bülow (1822–1894), Fritz Reuters Jugendliebe
- Claus Clauberg (1890–1963), Komponist
- Georg Daniel (1829–1913), Architekt, Geheimer Oberbaurat
- Georg Adolph Demmler (1804–1886), Architekt, Hofbaurat und Sozialist
- Otto Drewes (1845–1910), deutscher Opernsänger (Bass)
- Paul Ehmig (1874–1938), Architekt und Baudirektor
- Carl Friedrich Flemming (1799–1880), Psychiater
- Hans Franck (1879–1964), Schriftsteller und Dramaturg
- Heinrich Friese (1860–1948), Biologe und Entomologe
- Rudolf Gahlbeck (1895–1972), Maler, Grafiker, Kunstpädagoge und Autor
- Andreas Hamann (1884–1955), Regierungsbaumeister und Stadtbaurat
- Karl Hennemann (1884–1972), Maler, Grafiker und Holzschneider
- Carl Hinrichs (1903–1990), Maler
- Eduard Hobein (1817–1882), Schriftsteller
- Eduard Huben (1847–1912), Reeder
- Rudolph Karstadt (1856–1944), Kaufhausunternehmer
- Theodor Kliefoth (1810–1895), Theologe und Kirchenreformer
- Bertha Klingberg (1898–2005), Blumenbinderin und Ehrenbürgerin der Stadt Schwerin
- Friedrich Wilhelm Kücken (1810–1882), Komponist
- Hans Heinrich Leopoldi (1917–1978), Stadtarchivar
- Georg Christian Friedrich Lisch (1801–1883), Archivar und Publizist
- Reinhold Lobedanz (1880–1955), Politiker der DDR (CDU der DDR)
- Konrad von Loeben (1852–1911), Generalmajor
- Adolf Friedrich Lorenz (1884–1962), Denkmalpfleger und Architekt
- Ernst Lübbert (1879–1915), Maler und Illustrator
- Friedrich von der Lühe (1846–1924), Generalmajor und Hofmarschall
- Carl Malchin (1838–1923), Landschaftsmaler
- Kurt Maltner (1886–1965), Maler
- Otto Metterhausen (1861–1943), Landtagspräsident
- Clemens Meyer (1868–1958), Musiker, Komponist und Musikwissenschaftler
- Heinrich Mußfeldt (1882–1958), Architekt
- Friedrich Paschen (1804–1873), Jurist, Geodät und Astronom
- Brigitte Peters (1949–2025), Schauspielerin
- Heinrich Petters (1810–1884), Bildhauer
- Friedrich Wilhelm von Rauch (1827–1907), Generalleutnant (Grab mit der Bombardierung Schwerins im April 1945 verloren gegangen)
- Horst Rehberg (1937–2018), Theater- und Filmschauspieler
- Walter Romberg (1928–2014), Politiker (DDR Finanzminister)
- Adam Scharrer (1889–1948), Schriftsteller
- Friedrich Schlie (1839–1902), Archäologe und Kunsthistoriker
- Theodor Schloepke (1812–1878), Maler
- Karl Schöning (1855–1928), niederdeutscher Schriftsteller
- Gustav Schwantz (1888–1964), Kommunalpolitiker, SED-Funktionär und Oberbürgermeister von Schwerin
- Richard Spethmann (1891–1960), Schauspieler
- Guido von Usedom (1854–1925), Admiral
- Konrad von Warnstedt (1875–1918), gefallen als Oberstleutnant und Regimentskommandeur
- Friedrich Carl Wex (1801–1865), Altphilologe und Direktor des Fridericianums in Schwerin
- Hermann Willebrand (1816–1899), Architekt

## Denkmalschutz
Im Dezember 1980 wurden einzelne Grabstätten und die Demmler-Kapelle unter Denkmalschutz gestellt. 1988 wurde durch das damalige Institut für Denkmalpflege beim Rat der Stadt Schwerin empfohlen, den Alten Friedhof in seiner historischen Grundstruktur als Garten- und Landschaftsdenkmal unter Schutz zu stellen. Dieser Status wurde in der Denkmalliste der Stadt Schwerin vom 28. Juli 1994 festgeschrieben.